# William Paterson
O coronel William Paterson (Montrose, 10 de agosto de 1755 — Cabo Horn, 21 de junho de 1810) foi um soldado, explorador, vice-governador e botânico escocês mais conhecido por liderar os primeiros assentamentos em Port Dalrymple na Tasmânia. Em 1795, Paterson deu uma ordem que resultou no massacre de vários homens, mulheres e crianças, membros da tribo Bediagal.

## Primeiros anos
Nascido em Montrose, Escócia, Paterson se interessou por botânica quando menino e se formou em horticultura em Syon em Londres. Paterson foi enviado à Colônia do Cabo pela rica e excêntrica Condessa de Strathmore para coletar plantas. Ele chegou a Table Bay a bordo do "Houghton" em maio de 1777. Ele fez quatro viagens ao interior entre maio de 1777 e março de 1780, quando ele partiu. Em 1789, Paterson publicou a Narrative of Four Journeys into the Country of the Hottentots and Caffraria, que ele dedicou a Sir Joseph Banks.

## Carreira
Paterson foi originalmente comissionado como alferes no 98º Regimento de Pé e serviu na Índia. Mais tarde, ele foi transferido para o 73º Regimento de infantaria após a dissolução do 98º em 1787. Em 1789, ele foi promovido a capitão do New South Wales Corps, servindo sob o major Francis Grose.  Depois de algum tempo recrutando, ele chegou a Sydney em outubro de 1791. De novembro de 1791 a março de 1793, ele serviu no comando da Ilha Norfolk. Enquanto estava lá, ele coletou espécimes botânicos, geológicos e de insetos e os enviou para Banks. Ele também forneceu sementes para Lee e Kennedye viveiros Colvill. Ele foi eleito membro da Royal Society em maio de 1798.
Em 1794, ele serviu por um ano como vice-governador de Nova Gales do Sul. Em 1800, ele foi renomeado para o cargo e cumpriu um segundo mandato até 1808.

Em maio de 1795, após a suposta morte de dois colonos, Paterson ordenou que dois oficiais e 66 soldados:
destruir tantos (aborígenes australianos) que eles pudessem encontrar... na esperança de atingir o terror, para erguer forcas em diferentes lugares, onde os corpos de todos eles poderiam matar deveriam ser pendurados...:p 288 
Sete ou oito pessoas Bediagal foram mortas. Um homem aleijado, algumas crianças e cinco mulheres (uma delas grávida) foram levados para Sydney como prisioneiros. Uma das mulheres e seu bebê tinham ferimentos graves à bala. A criança morreu pouco depois, assim como o bebê recém-nascido da mulher grávida.
Em 1801, Paterson lutou um duelo com John Macarthur e foi ferido no ombro.
Ele liderou uma expedição à região de Hunter em 1801 e subiu o rio Paterson (mais tarde nomeado em sua homenagem pelo governador Philip Gidley King). A expedição descobriu carvão na área que mais tarde se tornaria o vasto South Maitland Coalfields; foi uma descoberta de grande significado econômico. Em 1804, ele liderou uma expedição a Port Dalrymple, no que hoje é a Tasmânia, explorando o rio Tamar e subindo o rio North Esk mais longe do que os europeus haviam feito anteriormente.
Entre 1804 e 1808 Paterson também foi nomeado comandante em Port Dalrymple, o administrador da colônia no norte da Terra de Van Diemen. Em 1806, os deveres de Paterson como comandante do New South Wales Corps exigiam que ele retornasse a Sydney, mas ele voltou para Terra de Van Diemen em 1807 e permaneceu até dezembro de 1808. Durante este tempo, ele se correspondia regularmente com o eminente naturalista Sir Joseph Banks, enviando vários espécimes.
O New South Wales Corps selecionou Paterson como governador interino de New South Wales em 1º de janeiro de 1809 após a deposição do capitão governador William Bligh na chamada "Rebelião de Rum". Ele foi substituído pelo recém-chegado Lachlan Macquarie no final do ano. Ele partiu de Sydney para a Inglaterra em 12 de maio de 1810, mas morreu a bordo do HMS Dromedary, enquanto perto do Cabo Horn.

Sua viúva, Elizabeth, casou-se com Francis Grose, antecessor de Paterson como vice-governador, em abril de 1814, mas Grose morreu um mês depois. Elizabeth morreu em Liverpool, Inglaterra em 1839. 